# ناتالی کاکس
ناتالی کاکس (انگلیسی: Nathalie Cox؛ زادهٔ ۲۵ سپتامبر ۱۹۷۲) هنرپیشه و مدل اهل بریتانیا است.
از فیلم‌ها یا برنامه‌های تلویزیونی که وی در آن نقش داشته‌است می‌توان به برخورد تایتان‌ها، قلمرو بهشت، جنگ ستارگان: نیروی رها یافته، آزمون و دو برابر اشاره کرد.